# Сар'ян Мартірос Сергійович
Мартірос Сергійович Сар'ян (вірм. Մարտիրոս Սերգեյի ՍարյանՄարտիրոս Սերգեյի Սարյան; 16 (28) лютого 1880, Нахічевань-на-Дону — 5 травня 1972, Єреван) — вірменський і радянський живописець-пейзажист, графік і театральний художник. Депутат ВР СРСР 2—4-го скликань (1946—1958). Депутат ВР Вірменської РСР з 1959 року.
Академік АМ СРСР (1947). Народний художник СРСР (1960). Герой Соціалістичної Праці (1965). Лауреат Ленінської (1961) і Сталінської премії другого ступеня (1941).
Творчість Сар'яна відіграла провідну роль у становленні національної школи вірменського радянського живопису.

## Біографія

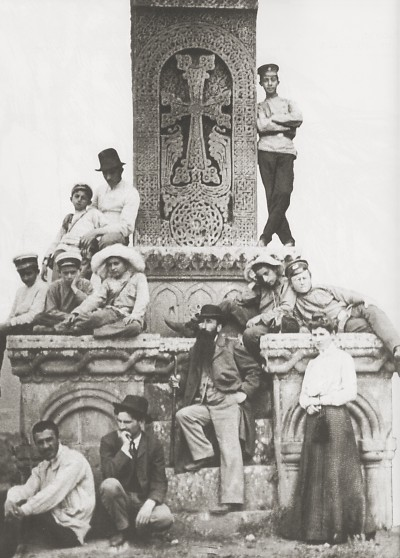
Художник Мартірос Сар'ян (другий знизу зліва) поряд з хачкаром у вірменському монастирі Санаїн в 1902 році

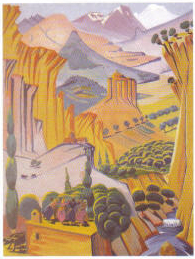
«Вірменія»

Мартірос Сар'ян народився 16 (28) лютого 1880 року в патріархальній вірменській родині в місті Нахічевань-на-Дону («Новий Нахічевань», нині в межах Ростова-на-Дону).
У 1895 році закінчив міське училище. З 1897 по 1904 роки навчався в Московському училищі живопису, ліплення і зодчества, у тому числі в майстернях В. О. Сєрова і К. О. Коровіна. У 1901—1904 роках здійснив поїздку на історичну батьківщину, відвідавши Лорі, Ширак, Ечміадзін, Ахпат, Санаїн, Єреван і Севан.

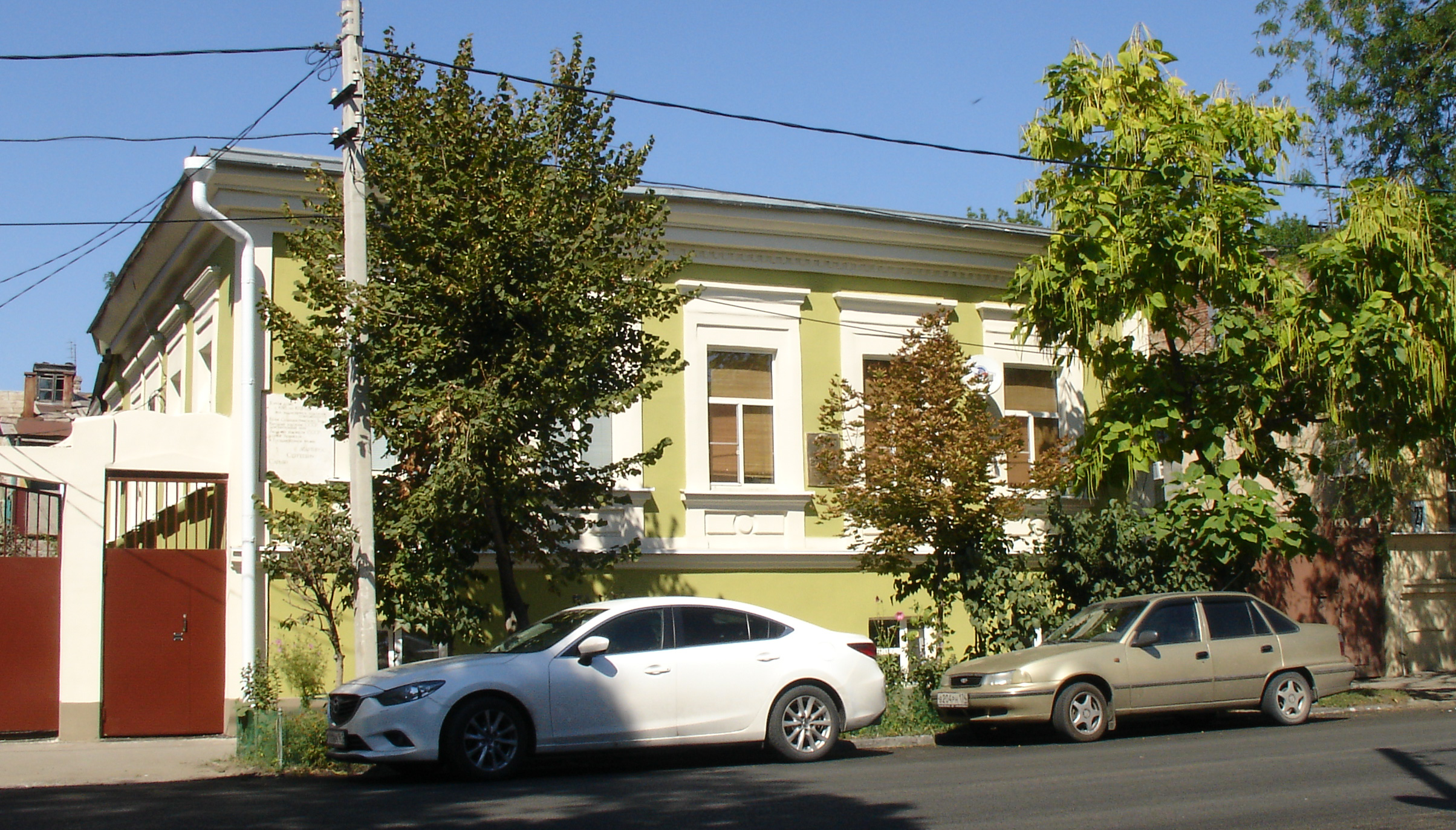
Будинок, де у 1919—1921 рр. жив М. С. Сар'ян.

У 1900-х роках брав участь у виставках художніх об'єднань «Блакитна троянда», «Союз російських художників», «Світ мистецтва», «Чотири мистецтва». Сильний вплив на стиль Сар'яна мав живопис Поля Гогена і Анрі Матісса.
З 1910 по 1913 роки здійснив низку поїздок в Туреччину, Єгипет і Іран. У 1915 році Сар'ян приїжджає в Ечміадзін, щоб допомагати біженцям з Турецької Вірменії. У 1916 році приїжджає в Тифліс і одружується на Лусик Агаян, дочкою вірменського письменника Г. Агаяна. Тоді ж Сар'ян бере участь в організації Суспільства вірменських художників і «Союзу вірменських художників». У тому ж році він оформляє видану В. Брюсовим «Антологію вірменської поезії».
Після Жовтневої революції 1917 року Сар'ян приїжджає з родиною в Росію. У 1918—1919 роках М. Сар'ян живе з сім'єю у Новій Нахічевані. Художник стає ініціатором створення і першим директором Вірменського краєзнавчого музею в Ростові-на-Дону. Співпрацює з театром «Театральна майстерня».
У 1921 році за запрошенням голови Ради народних комісарів Вірменії О. М'ясникяна переїжджає на проживання до Вірменії. З цих пір він присвячує життя зображенню її природи. У числі його робіт в ці роки — створення герба Радянської Вірменії та оформлення завіси першого вірменського державного театру.
В 1926—1928 роках художник живе і працює в Парижі. Велика частина його робіт, виставлених у 1928 році в паризькій галереї Жерар, згоріла під час пожежі на кораблі при поверненні на батьківщину.
У 1930-х головною темою Сар'яна залишається природа Вірменії. Художник також пише численні портрети («Р. Н. Симонов»; «А. Ісаакян»; «Автопортрет з палітрою») і яскраві натюрморти («Осінній натюрморт»). Сар'ян працював також як книжковий графік («Вірменські народні казки», 1930, 1933, 1937) і як театральний художник (декорації і костюми до опери «Алмаст» О. Спендіарова в Театрі опери та балету імені Спендіарова, 1938—1939, Єреван; «Хоробрий Назар» А. Степаняна, «Давид бек» Тиграняна, «Філумена Мартурано» Е. Де Філіппо та ін).
Мартірос Сар'ян зіграв важливу роль у збереженні церкви Сурб Хач в рідному йому Ростові-на-Дону, коли в радянські роки постало питання про її знесення.
Мартірос Сар'ян помер 5 травня 1972 в Єревані. Похований в пантеоні парку імені Комітаса.

## Роботи знаходяться в зборах

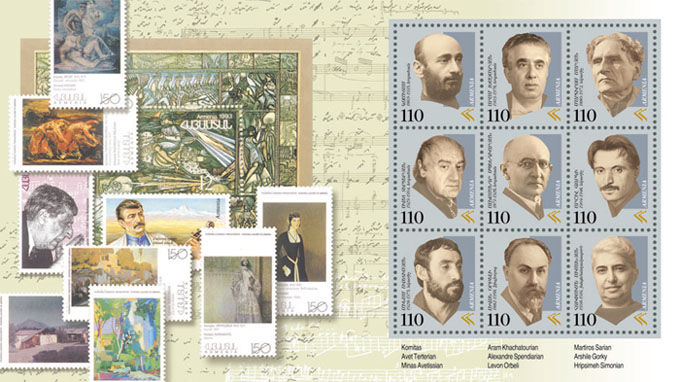
Блок поштових марок Вірменії з портретами діячів мистецтва: Комітас, Хачатурян, Сар'ян, Тертерян, Спендіарян, Горкі, Аветисян, Орбелі, Симонян

- Будинок-музей Мартіроса Сар'яна, Єреван
- Таганрозький художній музей, Таганрог[6]
- Красноярський державний художній музей імені В. І. Сурікова, Красноярськ
- Національна картинна галерея Вірменії, Єреван
- Державна Третьяковська галерея, Москва
- Музей Сходу, Москва
- Державний Російський музей, Санкт-Петербург
- Національний музей російського мистецтва, Київ.

## Нагороди та премії

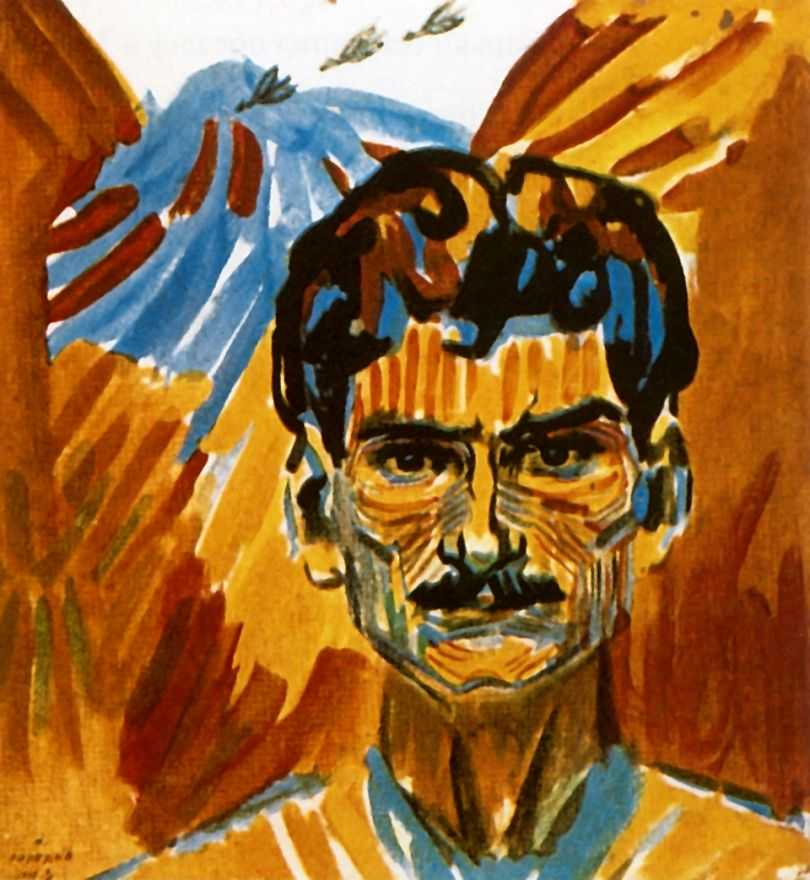
Автопортрет (1907)

- Герой Соціалістичної Праці (8.03.1965)
- Ленінська премія (1961) — за цикл картин «Моя Батьківщина»: «Вірменія» (1923), «Колгосп села Кариндж в горах Туманяна» (1952), «Збір бавовни в Араратській долині» (1949), «Лалвар» (1952), «Араратська долина з Двіна», «Арарат з Двіна» (1952), «Бюракан»
- Сталінська премія другого ступеня (1941) — за оформлення оперного спектаклю «Алмаст» О. О. Спендіарова в Єреванському оперному театрі.
- Народний художник СРСР (1960)
- Народний художник Вірменської РСР (27.02.1926)[7]
- Чотири ордена Леніна (24.11.1945, 31.05.1950, 8.03.1965, 28.02.1970)
- Орден Трудового Червоного Прапора (7.01.1936)
- Орден «Знак Пошани» (4.11.1939)
- Медаль «За оборону Кавказу» (1944)
- Медаль "За доблесну працю у Великій Вітчизняній війні 1941—1945 рр .. " (1945).

## Пам'ять

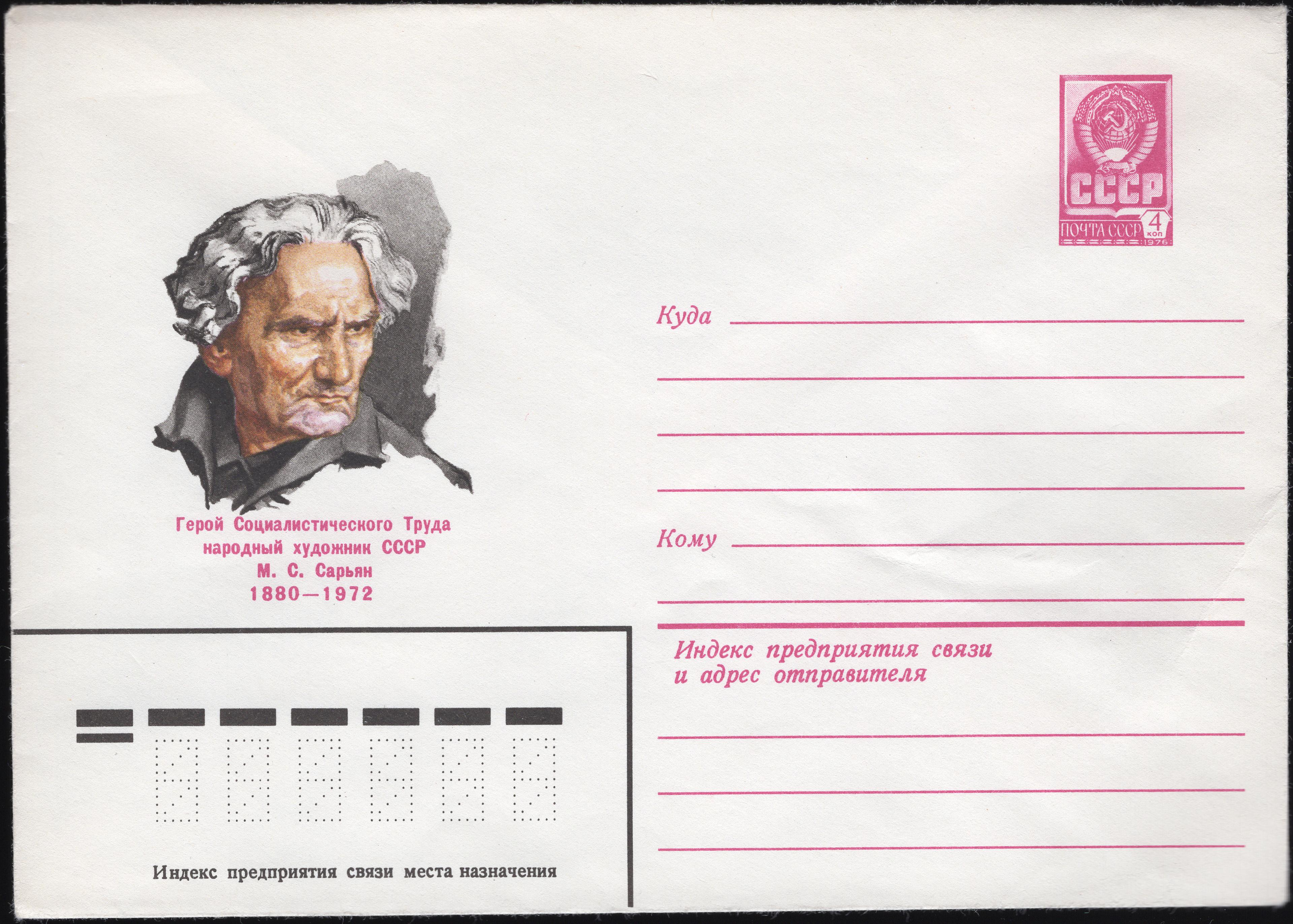
Поштовий конверт. СРСР, 1979 рік

- У Єревані Сар'яну споруджено пам'ятник. Також одна з центральних вулиць міста носить ім'я Мартіроса Сар'яна.
- У 2000 та 2005 роках  випущені поштові марки Вірменії, присвячені Сар'яну.
- У Ростові-на-Дону, в Нахічевані є вулиця Сар'яна. На цій вулиці також знаходиться пам'ятник художнику.
- У селі Чалтир (Мясниковський район) дитяча школа мистецтв, з 2009 року (напередодні 130-річчя майстра), носить ім'я Мартіроса Сар'яна.
- Сар'яну присвячено вірш Сергія Шервинського «В майстерні Сар'яна» (1985).

## Основні твори
- «Вулиця. Полудень», 1911
- «Константинопольські собаки», 1911
- «Натюрморт. Виноград», 1911
- «Вірменка з сазом» 1915
- У вірменському селі, 1901
- «Казки і сни», цикл акварелей, 1903—1908
  - «Казка», 1904
  - «Король з дочкою», 1904
  - «Біля підніжжя Арарату», 1904
  - «У джерела», 1904
  - «Чари Сонця», 1905
  - «В ущелині Ахуряна», 1905
  - «Комета», 1907
  - «Вечір у горах», 1907
  - «У тіні», 1908
  - «Біля криниці», 1908
- «Гієни», 1909
- «Автопортрет», темпера, 1909
- «Фруктова лавка», 1910
- «Фінікова пальма», темпера, 1911
- «Ранок. Зелені гори», 1912
- «Квіти Калаки», 1914
- «Портрет поета Цатуряна», 1915
- «Гора Шамирам», 1922
- «Єреван», 1923
- «Гори Вірменії», 1923
- «Вірменія», 1923
- «Строкатий пейзаж», 1924
- «Газелі», 1926
- «До джерела», 1926
- «Портрет архітектора О. Таманяна», 1933
- Ілюстрації до збірок «Вірменські народні казки», 1930, 1933, 1937
- «Гірський пейзаж», 1942
- «Автопортрет з палітрою», 1942
- «Квітневий пейзаж», 1944
- «Бжні. Фортеця», 1946
- «Колгосп села Кариндж в горах Туманяна», 1952
- «Груші», 1957
- «Земля», 1969
- «Портрет Р. Н. Симонова»
- «Портрет А. С. Ісаакяна»
- «Квіти і фрукти»
- «Долина Арарату»

## Твори
- Сарьян М. С. Из моей жизни. — 2-е изд. — М., 1971.

## В кіно
- Колір вірменської землі (1969) — заборонена дебютна стрічка режисера Михайла Вартанова.